# Brunettia brevifurca
Brunettia brevifurca är en tvåvingeart som beskrevs av Satchell 1958. Brunettia brevifurca ingår i släktet Brunettia och familjen fjärilsmyggor. Inga underarter finns listade i Catalogue of Life.